# Фердоус (нефтегазовое месторождение)

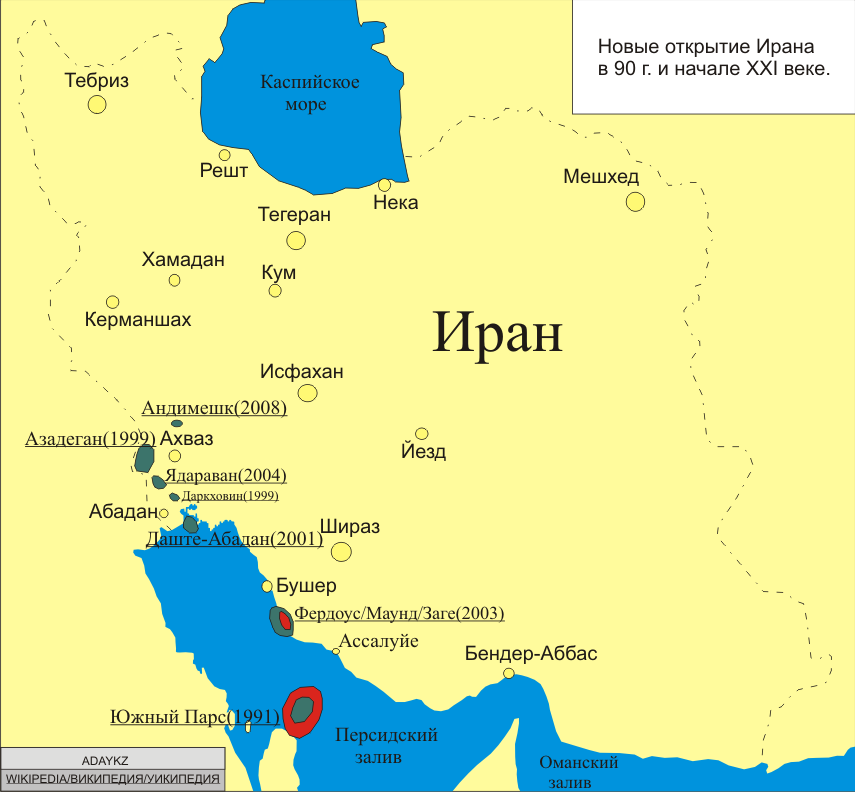
Новые открытия Ирана

Фердоус (англ. Ferdows) — крупное шельфовое нефтегазовое месторождение Ирана, находящееся в Персидском заливе в 190 км юго-западнее от г. Бушира и в 85 км от побережья. Открыто в 2003 году. До 2007 года входило в тройку крупнейших в мире после Аль-Гавара и Бургана.
Плотность нефти составляет 0,801-0,805 г/см³ или 45° API. Геологические запасы месторождения оцениваются в 1 млрд тонн нефти и 300 млрд м³ природного газа.